# Sterneneiland
Het Sterneneiland is een kunstmatig eiland in de haven van Zeebrugge (België). Tegenwoordig is het een schiereiland geworden; het ligt aan de oostelijke havendam vast.

## Geschiedenis

### Voorgeschiedenis en aanleg
Door de uitbreiding van de haven van Zeebrugge richting de zee in de jaren 80 kwamen er heel wat nieuwe, braakliggende terreinen bij. Dit trok verschillende vogels aan, zoals plevieren en sternen. In 1985 broedden de eerste exemplaren. Doordat de terreinen uiteindelijk gebruikt moesten worden voor havenactiviteiten, zocht men naar een alternatieve, nabije locatie.
In 1999 was in de oostelijke voorhaven van Zeebrugge reeds een eiland aangelegd omwille van een andere compensatie. Ook hier was de bedoeling dat bepaalde vogelsoorten, zoals de dwergstern, de grote stern en het visdiefje, een beschermde zone krijgen waar ze in alle rust zouden kunnen broeden. In 2004 werd besloten dit gebied verder uit te breiden. Het aanvankelijk 5 ha groot eiland was in 2007 door het opspuiten van zand al uitgegroeid tot 12 ha. Anno 2021 is het 22 ha groot.

### Daling van broedparen
In 2005 werden op het Sterneneiland 11 dwergsterns, 2.538 grote sterns en 1.475 visdiefjes geteld. In de volgende jaren nam het aantal broedparen af door de komst van de vos. Na de plaatsing van een elektrische afsluiting steeg het aantal weer.
Deze toename was echter maar tijdelijk. Anno 2021 zijn de grote stern en de dwergstern volledig verdwenen van het eiland, en is de populatie van het visdiefje sterk afgenomen. Er zijn hiervoor verschillende redenen. Zo is het broedgebied van slechte kwaliteit en van een te geringe omvang. Ook zijn er problemen omtrent roofdieren, meeuwen, windturbines en vegetatiesuccessie. Ten slotte heeft het feit dat het Sterneneiland "slechts" een schiereiland is en geen eiland ook de daling in populaties mee veroorzaakt.

## Beheer
Het Sterneneiland wordt beheerd door het Agentschap voor Natuur en Bos van de Vlaamse overheid. Onderdeel van het beheer is het verwijderen van hoog opgeschoten ongewenste vegetatie zoals helmgras, waar de grote stern niet van houdt. Ook worden de schelpenbanen aangelegd die voor de dwergstern belangrijk zijn.